# Корнеліс ван дер Лінден
Корнеліс ван дер Лінден (нід. Cornelis van der Linden; 24 серпня 1839, Дордрехт — 29 травня 1918, Амстердам) — нідерландський диригент і композитор.  

## Біографія
Отримав початкову музичну освіту в Дордрехті, в тому числі у Фердинанда Бьоме (теорія і композиція). У віці 14 років відправився в Антверпен, де влаштувався в один з міських оркестрів, потім грав на різних інструментах в Льєжі і Брюсселі, в 1859 році вступив гобоїстом в оркестр Паризької опери і брав участь у прем'єрі опери Шарля Гуно «Фауст» під керуванням автора. Надалі працював також в оркестрі театру Ла Скала і нарешті в 1863 році повернувся в Дордрехт, де незабаром став одним з головних організаторів музичного життя. При створенні в 1875 році Нідерландського музичного товариства Ліндена було обрано членом-кореспондентом, а в 1877—1886 роках виконував обов'язки його секретаря. 
У 1888 році ван дер Лінден влаштувався в Амстердамі, зайнявши пост диригента Нідерландської опери і відразу ж поставив власну оперу «Катаріна і Ламберт» (нід. Catharina en Lambert). Однак постійні конфлікти з директором опери де Гротом, який був зацікавлений в більш комерційних постановках, призвели до того, що в 1894 році ван дер Лінден пішов з Нідерландської опери і заснував власну Нідерландську оперу. Він зробив ставку на молоді сили і прогресивну музику, 4 вересня представивши першою постанову опери Ріхарда Вагнера «Рієнці»; національна прем'єра «Нюрнберзьких мейстерзінгерів» в 1901 році стала і найпомітнішим успіхом ван дер Ліндена. У його театрі були зайняті молоді диригенти — Петер Раабе, Корнеліс Доппер, Еверт Корнеліс, ставилися опери місцевих композиторів, в тому числі «Віоланта, дама в жовтому» Брама Ломана (1897) і опера самого ван дер Ліндена «Кінець лейденської облоги» (нід. Leidens ontzet, на сюжет з історії Вісімдесятирічної війни). Однак в 1903 році від'їзд провідних солістів і економічні труднощі спричинили розвал театру. 
У 1904 році ван дер Лінден разом з англійською оперною трупою вирушив в гастрольну поїздку в США, в цій поїздці відбулася і прем'єра ще однієї його опери, «Міс Сіммонс з Канзасу» (англ. Miss Simmons of Kansas). Повернувшись до Нідерландів, ван дер Лінден зробив ще дві спроби створити власну оперну трупу, в Амстердамі та в Роттердамі, але зазнав невдачі. З 1908 року і до кінця життя він був головним редактором газети «De Muziekbode» і активно працював як композитор; до пізнього періоду його творчості відноситься безліч увертюр, пісень, хорових творів, творів для фортепіано і для духового оркестру, проте всі вони забуті.